# Sven Gatter
Sven Gatter (* 12. Dezember 1978 in Halle (Saale)) ist ein zeitgenössischer deutscher Fotograf.

## Leben und Werk
Gatter wuchs in Bitterfeld auf. Von 1999 bis 2006 absolvierte er ein Studium der Angewandten Sozialwissenschaften an der Fachhochschule Erfurt, das er mit einer Diplomarbeit zum Thema „Fotografische Bilder als Quellen der empirischen Sozialforschung“ abschloss. Von 2004 bis 2005 besuchte er die Abendakademie der Hochschule für Grafik und Buchkunst in Leipzig und von 2010 bis 2011 die Ostkreuzschule für Fotografie in Berlin. Seither untersucht er in seinen künstlerisch-fotografischen Arbeiten vor allem die post-kommunistischen Transformationsprozesse in Ostdeutschland. Hierfür werden von ihm oftmals eigene Bilder und Texte mit gefundenem Archivmaterial kombiniert und so zu subjektiven Narrationen verdichtet. Seit 2018 beschäftigt er sich vor allem mit dem Strukturwandel im ländlichen Raum Brandenburgs.
Darüber hinaus engagiert er sich seit 2013 im Verein Perspektive hoch 3 für Kultur-, Bildungs- und Wissenschaftsformate, mit denen das Erwachsenwerden unter den besonderen historischen Bedingungen des Zusammenbruchs der DDR und der sich anschließenden deutschen Wiedervereinigung erforscht werden.
Er lebt in Berlin und Brandenburg.

## Ehrungen und Auszeichnungen
Gatter wurde 2016 mit dem Lotto Brandenburg Kunstpreis in der Sparte Fotografie ausgezeichnet und erhielt 2018 durch das Brandenburgische Ministerium für Wissenschaft, Forschung und Kultur ein dreimonatiges Aufenthaltsstipendium für das Künstlerhaus Schloss Wiepersdorf. Im Jahr 2020 wurde Gatter gemeinsam mit Perspektive hoch 3 für demokratiepolitisches Engagement mit der Medaille der Theodor-Heuss-Stiftung ausgezeichnet.

## Ausstellungen

### Einzelausstellungen
- 2021: „Echo Tektur. Ruinen und Modelle“ im Brandenburgischen Landesmuseum für moderne Kunst, Cottbus[5]
- 2017: „Sven Gatter. Blütezeiten (Fotografien und Texte)“ im Brandenburgischen Landesmuseum für moderne Kunst, Cottbus[6]
- 2017: „Sven Gatter. Luft Schiffe“ in der Landesvertretung Sachsen-Anhalt, Berlin
- 2015: „Goitzsche, Fotografien 2010–2015“ im Industrie- und Filmmuseum Bitterfeld-Wolfen
- 2010: „Gewöhnliche Leute, Fotografien“, Einzelausstellung in der Galerie Alles Mögliche, Berlin[7]

### Gruppenausstellungen
- 2022: „Die Zukunft hat schon begonnen. Vom Leben in Industrielandschaften“, Jahresschau des Brandenburgischen Landesmuseums für moderne Kunst im Landtag Brandenburg, Potsdam
- 2021: „Simultan. Positionen im Raum“ in der AFF Galerie, Berlin
- 2020: „1x Zukunft und zurück“, Kunstkubus der Kommission „30 Jahre Friedliche Revolution und Deutsche Einheit“ zur EinheitsEXPO 2020, Potsdam
- 2019: „Brandenburgischer Kunstpreis 2019“ im Schloss Neuhardenberg[8]
- 2019: „Landpartie“, Gruppenausstellung der Wiepersdorf-Stipendiat*innen im Brandenburgischen Ministerium für Wissenschaft, Forschung und Kultur, Potsdam[9]
- 2018: „Brandenburgischer Kunstpreis 2018“ im Schloss Neuhardenberg[10]
- 2017: „Blick Verschiebung“ im ZKR–Zentrum für Kunst und öffentlichen Raum Schloss Biesdorf, Berlin
- 2016: Ausstellung der Preisträger des Lotto Brandenburg Kunstpreises im Haus der Brandenburgisch-Preußischen Geschichte, Potsdam[11]
- 2016: „Der dritte Blick“ in der Stadtgalerie Kiel[12]
- 2016: „Perspektiven auf die Deutsche Einheit“ in der Gedenkstätte Lindenstraße 54/55, Potsdam

- 2015: „Der dritte Blick“ im Willy-Brandt-Haus, Berlin[13][14]
- 2011: „Opus Fotografie Preis“, Gruppenausstellung in der Galerie der Hochschule der bildenden Künste, Saarbrücken[15]